# Emmanuel Beth
Pour les articles homonymes, voir Beth.
Emmanuel Beth, né le 15 septembre 1952 à Cherchell (Algérie) et mort le 5 avril 2018 dans le 15e arrondissement de Paris,, est un officier parachutiste français de la Légion étrangère, général de corps d'armée, directeur de la Coopération militaire et de défense au ministère des Affaires étrangères de juin 2006 à l'été 2010, en remplacement de l’amiral Hervé Giraud. Cette direction a été transformée en direction de la sécurité et de la défense en mars 2009.

## Biographie
Fils d'officier, Emmanuel Beth intègre l'École spéciale militaire de Saint-Cyr en 1972 après deux années de classe préparatoire (« corniche ») au Prytanée militaire de La Flèche. Il choisit l'infanterie et rejoint le 2e régiment étranger de parachutistes puis la 13e demi-brigade de Légion étrangère dont il est chef de corps de 1994 à 1996.
Du 1er octobre 2002 au 30 mai 2003, à la tête de la 11e brigade parachutiste à Toulouse, il commande la force Licorne, puis à compter de 2004, devient chef du centre de planification et de conduite des opérations du ministère de la Défense.
Il est placé en détachement auprès du ministère des Affaires étrangères à compter du 1er juillet 2006 en tant que directeur de coopération et de défense du Quai d'Orsay.
Du 25 août 2010 au 25 août 2013, il est ambassadeur extraordinaire et plénipotentiaire de la République française au Burkina Faso. Le Burkina Faso a été choisi depuis pour accueillir le dispositif de recherche et de localisation des salariés des groupes Vinci et Areva enlevés au Niger le 16 septembre 2010. A Ouagadougou, les opérations sont effectuées par une centaine d'hommes du Commandement des opérations spéciales - COS dirigé par le frère d'Emmanuel Beth, le général Frédéric Beth, qui deviendra par la suite directeur de cabinet du directeur général de la Sécurité extérieure.
Durant sa retraite de l'armée, Emmanuel Beth est associé senior du cabinet de conseil ESL & Network. « Je me suis retrouvé à la retraite à 57 ans, en pleine forme, avec des enfants dont il fallait financer les études. Ma connaissance de l’Afrique et la diversité de mon parcours intéressaient les recruteurs » a raconté le général au journal Le Monde.

## Distinctions

### Décorations
- Commandeur de la Légion d'honneur
- Chevalier de l'ordre national du Mérite
- Officier de l'Ordre National du Burkina Faso.

### Médailles
- Croix de la Valeur militaire
- Croix du combattant
- Médaille d'Outre-Mer
- Médaille de la Défense nationale, échelon bronze
- Médaille de reconnaissance de la Nation